# Progress Lake
Der Progress Lake (englisch, gleichbedeutend chinesisch 进步湖 Jinbu Hu) ist ein 0,16 km² großer und tiefer See an der Ingrid-Christensen-Küste des ostantarktischen Prinzessin-Elisabeth-Lands. Er liegt in den Larsemann Hills. Besonderes Merkmal des Sees ist ein steiles Kliff am Südufer.
Das Antarctic Names Committee of Australia benannte ihn 1987 nach der damals benachbarten (inzwischen verlegten) Progress-Station.